# Royal Windsor Horse Show
Le Royal Windsor Horse Show est un spectacle et un ensemble de compétitions avec concours de modèle et allures, organisé chaque année depuis 1943 pendant cinq jours en mai ou juin au Windsor Home Park. Ce spectacle est le seul au Royaume-Uni à accueillir des compétitions internationales de dressage, de saut d'obstacles, d'attelage et d'endurance. Il attire chaque année plus de 50 000 visiteurs.
Ce spectacle a toujours eu l'honneur d'être fréquenté par la famille royale britannique. Élisabeth II en a été la marraine jusqu'à sa mort en 2022. Depuis, le président en est SAR le duc d'Édimbourg.